# فهد الرشيد
فهد بن عبد المحسن الرشيد مستشار في الديوان الملكي السعودي عُين مستشاراً بالأمانة العامة لمجلس الوزراء بالمرتبة الممتازة من 2 أبريل 2023. وشغل منصب الرئيس التنفيذي للهيئة الملكية لمدينة الرياض، وهي السلطة العليا المشرفة على العاصمة الرياض من نوفمبر 2019 إلى 2 أبريل 2023. وأشرف خلال رئاسته للهيئة على تنفيذ إستراتيجية العاصمة الطموحة لتحويل مدينة الرياض إلى واحدة من أكبر عشر اقتصاديات مدن في العالم وإلى مركزٍ إقليميٍ للاستثمار والسياحة وجودة الحياة بحلول عام 2030.

## التعليم
حصل الرشيد على بكالوريوس في إدارة الأعمال من جامعة واشنطن في سانت لويس، بالإضافة إلى ماجستير في إدارة الأعمال من جامعة ستانفورد، وهو خريج برنامج الإدارة التنفيذية في التطوير العقاري من كلية التصميم في جامعة هارفارد.

## مناصب وعضويات
يرأس الرشيد مجالس إدارة عدة هيئات ومؤسسات منها: مركز الملك عبد الله المالي، والهيئة العامة للمعارض والمؤتمرات، ومستشفى الملك فيصل التخصصي ومركز الأبحاث، وشركة تطوير وسط الرياض، والمنطقة الخاصة اللوجستية المتكاملة في مدينة الرياض، وهو أيضًا نائب رئيس مجلس أمناء كلية الأمير محمد بن سلمان للإدارة وريادة الأعمال حيث تعد الكلية الأولى من نوعها في المملكة العربية السعودية لدعم واحتضان رواد الأعمال وتأهيل القيادات في كافة المجالات. وقد تم تأسيس الكلية بالتعاون مع مؤسسة الأمير محمد بن سلمان الخيرية (مسك) وكلية بابسون العالمية وشركة لوكهيد مارتن.
كما يشغل عضوية مجالس إدارة عدد من المؤسسات منها شركة السودة للتطوير، ومؤسسة حديقة الملك سلمان، ومؤسسة المسار الرياضي، والمتحف الوطني السعودي، وشركة القدية للاستثمار، وهيئة تطوير بوابة الدرعية، وجامعة الملك عبدالله للعلوم والتقنية، وبرنامج المدن الخالية من الكربون في المنتدى الاقتصادي العالمي.

## الحياة العملية
قبل انضمامه إلى الهيئة الملكية لمدينة الرياض، تقلّد الرشيد منصب العضو المنتدب والرئيس التنفيذي لمدينة الملك عبدالله الاقتصادية، منذ عام 2008 وحتى عام 2018. وتقع المدينة على ساحل البحر الأحمر في المملكة العربية السعودية بمساحة تبلغ (181) مليون متر مربع وتمثل الجيل الجديد من المدن المستدامة وأحد أبرز مشاريع المدن الجديدة في العالم. وقد خُططت المدينة لاستيعاب ما يقارب مليوني نسمة وبتكلفة بناء تصل إلى 100 مليار دولار أمريكي عند اكتمالها.
وتحت قيادة الرشيد، استطاعت مدينة الملك عبد الله الاقتصادية تطوير أول ميناء خاص في المنطقة (بسعة حالية تصل إلى ثلاثة ملايين حاوية)، واستقطاب أكثر مــن (120) شركة عالمية ومحلية لإنشاء مجمعاتها الصناعية، مما يجعل المدينة الاقتصادية أحد أبــرز مـراكز الخدمات اللوجستية والصناعية في المنطقة. كما يقود الرشيد تطوير العديد من المشاريع السكنية والخدمية، وعدد من المرافق الترفيهية السياحية بهدف أن تصبح مدينة الملك عبد الله الاقتصادية أحد أهـم الوجهات السكنية والسياحية في المنطقة.
كما شغل سابقًا منصب المدير المالي ووكيل محافظ الهيئة العامة للاستثمار (حولت إلى وزارة الاستثمار)، وعمل قبل ذلك محللًا ماليًا في شركة أرامكو السعودية. 
في عام 2011، كُرِّم الرشيد «قائداً عالمياً شاباً» من قبل المنتدى الاقتصادي العالمي.
عين مستشاراً بالأمانة العامة لمجلس الوزراء بالمرتبة الممتازة في 2 أبريل 2023.